# 流れ星 (スピッツの曲)
「流れ星」（ながれぼし）は、日本のロックバンド・スピッツの楽曲。1999年4月28日にポリドールより通算20作目のシングルとして発売。

## 概要
スピッツがアマチュア時代からライブで演奏していた曲で、2ndアルバム『名前をつけてやる』（1991年）まではレコーディング候補に挙がっていたが見送られていた。1996年に辺見えみりに提供され、シングルとして発売。同年に発売された辺見えみりの2ndアルバムのタイトルにもなり、スピッツの既存曲3曲のカバー（「夢じゃない」「ハニーハニー」「サンシャイン」）と共に収録された。
1999年、未アルバム化のシングルのカップリング曲を集めたスペシャルアルバム『花鳥風月』に新録曲として初収録されることとなり、プロデューサーにムーンライダーズの白井良明、エンジニアに佐藤雅彦を迎え、パフィーに提供された「愛のしるし」と共にセルフカバー・レコーディングされた。しかし、マスタリングの直前にメンバーがサウンド面に不満を感じたため、メンバーの独断で急遽別のエンジニア（田中信一）によって再ミックスされた。アルバム発売翌月、8thアルバム『フェイクファー』（1998年）収録曲「エトランゼ」のリミックスバージョンと、「愛のしるし」の1998年のライブテイクの2曲をカップリングした初の3曲入りシングルとしてシングルカットされた。
1999年から2004年にかけて放送されたニッポン放送のラジオ番組『田中麗奈ハートをあげるっ』のエンディングテーマとして使用された。
PVの監督は映画監督としてのちに『桐島、部活やめるってよ』を手掛けた吉田大八。

## 収録曲
全曲 作詞、作曲／草野正宗
1. 流れ星（編曲／白井良明、スピッツ&クジヒロコ）
収録アルバム：『花鳥風月』、『CYCLE HIT 1997-2005 Spitz Complete Single Collection』
2. エトランゼ (TANAYAMIX)
棚谷祐一らによるリミックス音源。オリジナルバージョンでは1分半程度だったが、このバージョンでは、8分27秒とかなり長い曲となっている。三輪テツヤもギターを追加演奏している。オリジナル8cmシングルではCD本体に歌詞が記載されている。このバージョンはアルバム未収録。
オリジナル音源収録アルバム：『フェイクファー』
3. 愛のしるし (LIVE '98 version)（編曲／スピッツ&クジヒロコ）
全国ツアー「SPITZ JAMBOREE TOUR '98 “fake fur”」の、1998年11月15日赤坂BLITZ公演でのライブテイクを収録。少し歌詞が少なくなっている。このバージョンはアルバム未収録。
スタジオ音源収録アルバム：『花鳥風月』

## 参加ミュージシャン
流れ星
- 草野マサムネ- Vocals, Acoustic Guitar
- 三輪テツヤ- Guitars
- 田村明浩- Bass Guitar, Fender VI
- 﨑山龍男- Drums
- クジヒロコ- Keyboards